# Bộ Nạch (疒)
Bộ Nạch, bộ thứ 104 có nghĩa là "bệnh" là 1 trong 23 bộ có 5 nét trong số 214 bộ thủ Khang Hy.
Trong Từ điển Khang Hy có 526 chữ (trong số hơn 40.000) được tìm thấy chứa bộ này.

## Tự hình Bộ Nạch (疒)

Giáp cốt văn
Kim văn
Tiểu triện

## Chữ thuộc Bộ Nạch (疒)
| Số nét bổ sung | Chữ                                                                              |
| -------------- | -------------------------------------------------------------------------------- |
| 0              | 疒                                                                               |
| 2              | 疓 疔 疕 疖 疗                                                                   |
| 3              | 疘 疙 疚 疛 疜 疝 疞 疟 疠                                                       |
| 4              | 疡 疢 疣 疤 疥 疦 疧 疨 疩 疪 疫 疬 疭 疮 疯                                     |
| 5              | 疰 疱 疲 疳 疴 疵 疶 疷 疸 疹 疺 疻 疼 疽 疾 疿 痀 痁 痂 痃 痄 病 痆 症 痈 痉    |
| 6              | 痊 痋 痌 痍 痎 痏 痐 痑 痒 痓 痔 痕 痖                                           |
| 7              | 痗 痘 痙 痚 痛 痜 痝 痞 痟 痠 痡 痢 痣 痤 痥 痦 痧 痨 痩 痪 痫                   |
| 8              | 痬 痭 痮 痯 痰 痱 痲 痳 痴 痵 痶 痷 痸 痹 痺 痻 痼 痽 痾 痿 瘀 瘁 瘂 瘃 瘄 瘅 瘆 |
| 9              | 瘇 瘈 瘉 瘊 瘋 瘌 瘍 瘎 瘏 瘐 瘑 瘒 瘓 瘔 瘕 瘖 瘗 瘘                            |
| 10             | 瘙 瘚 瘛 瘜 瘝 瘞 瘟 瘠 瘡 瘢 瘣 瘤 瘥 瘦 瘧 瘨 瘩 瘪 瘫                         |
| 11             | 瘬 瘭 瘮 瘯 瘰 瘱 瘲 瘳 瘴 瘵 瘶 瘷 瘸 瘹 瘺 瘻 瘼 瘽 瘾 瘿                      |
| 12             | 癀 癁 療 癃 癄 癅 癆 癇 癈 癉 癊 癋 癌 癍 癎                                     |
| 13             | 癏 癐 癑 癒 癓 癔 癕 癖 癗 癘 癙 癚 癛 癜 癝 癞                                  |
| 14             | 癟 癠 癡 癣                                                                      |
| 15             | 癢 癤 癥 癦                                                                      |
| 16             | 癧 癨 癩 癪 癫                                                                   |
| 17             | 癬 癭 癮                                                                         |
| 18             | 癯 癰                                                                            |
| 19             | 癱 癲                                                                            |
| 21             | 癳                                                                               |
| 23             | 癴                                                                               |
| 25             | 癵                                                                               |